# Ta'al
Ta'al (hebreo: תע"ל, un acrónimo de Tnu'a Aravit LeHithadshut, en hebreo: תנועה ערבית להתחדשות; en árabe: الحركة العربية للتغيير‎, lit. Movimiento Árabe para la Renovación) es un partido político árabe-israelí fundado por Ahmad Tibi después de haber abandonado el partido Balad durante la decimoquinta elección en la Knesset, siendo elegido como el único diputado del Ta'al en el parlamento israelí. 
Para la decimosexta elección legislativa de Israel en el 2003, el partido Ta'al se unió en una coalición con la agrupación comunista Jadash, hasta que abandonó esta alianza tres años después. Para las elecciones del 2006 esta organización hizo una alianza con Lista Árabe Unida, formando la coalición Ra'am-Ta'al que obtuvo cuatro escaños en la Knesset.

## Resultados electorales
| Elección  | Líder                     | Votos                     | %                         | Escaños                   | +/–                       |
| --------- | ------------------------- | ------------------------- | ------------------------- | ------------------------- | ------------------------- |
| 1996      | Abdulmalik Dehamshe       | 2.087 (#19)               | 0,1                       | 0/120                     |                           |
| 1999      | Dentro de Balad.          | Dentro de Balad.          | Dentro de Balad.          | Dentro de Balad.          | Dentro de Balad.          |
| 2003      | Coalición con Jadash      | 93.819 (#9)               | 3,0                       | 3/120                     |                           |
| 2006      | Coalición con Ra'am       | 94.786 (#10)              | 3,0                       | 4/120                     | 1                         |
| 2009      | Coalición con Ra'am       | 113.954 (#7)              | 3,4                       | 4/120                     | Sin cambios               |
| 2013      | Coalición con Ra'am       | 138.450 (#9)              | 3,7                       | 4/120                     | Sin cambios               |
| 2015      | Dentro de Lista Conjunta. | Dentro de Lista Conjunta. | Dentro de Lista Conjunta. | Dentro de Lista Conjunta. | Dentro de Lista Conjunta. |
| Abr. 2019 | Coalición con Jadash      | 193.442 (#5)              | 4,5                       | 6/120                     | 2                         |
| Sep. 2019 | Dentro de Lista Conjunta. | Dentro de Lista Conjunta. | Dentro de Lista Conjunta. | Dentro de Lista Conjunta. | Dentro de Lista Conjunta. |
| 2020      | Dentro de Lista Conjunta. | Dentro de Lista Conjunta. | Dentro de Lista Conjunta. | Dentro de Lista Conjunta. | Dentro de Lista Conjunta. |
| 2021      | Dentro de Lista Conjunta. | Dentro de Lista Conjunta. | Dentro de Lista Conjunta. | Dentro de Lista Conjunta. | Dentro de Lista Conjunta. |
| 2022      | Coalición con Jadash      | 178.661 (#9)              | 3,75                      | 1/120                     |                           |

- Datos: Q2099890
- Multimedia: Ta'al / Q2099890